# Ultraleichtfluggelände Hinterweiler

i7
i11
i13
Das Ultraleichtfluggelände Hinterweiler liegt in der Gemeinde Hinterweiler im Landkreis Vulkaneifel in Rheinland-Pfalz. Der Platzhalter und Betreiber ist Günter Hens.

## Lage
Das Ultraleichtfluggelände liegt etwa 1 km nördlich von Hinterweiler.

## Flugbetrieb
Das Ultraleichtfluggelände besitzt eine Betriebsgenehmigung für Ultraleichtflugzeuge und Hängegleiter. Hängegleiter starten per Ultraleichtflugzeugschlepp. Das Ultraleichtfluggelände ist mit einer 270 m langen und 20 m breiten Start- und Landebahn aus Gras (Richtung 06/24) ausgestattet. Es ist auf den Flugbetrieb mit Luftsportgeräten des Platzhalters beschränkt. Mit seiner Genehmigung dürfen auch andere Luftsportgeräte eingesetzt werden (PPR). Am Platz ist auch der Drachenfliegerclub Vulkaneifel e. V. ansässig.

## Geschichte
Das Ultraleichtfluggelände Hinterweiler wurde am 23. Mai 2001 genehmigt.